# Номинас, Борис Диомидович
Бори́с Диоми́дович Номина́с (24 июля 1911, село Саксагань ныне Пятихатского района Днепропетровской области — 16 февраля 1995, город Запорожье, Украина) — командир 5-й понтонно-мостовой бригады, подполковник, участник Великой Отечественной войны, Герой Советского Союза.

## Биография
Родился 24 июля 1911 года в селе Саксагань ныне Пятихатского района Днепропетровской области в семье сельского учителя. Украинец.
Детские годы Бориса прошли на Днепре, и после школы он поступил на штурманско-судоводительское отделение Киевского речного политехникума. По его окончании был направлен на работу в Бельское речное пароходство.
В 1933 году призван в Красную Армию. В 1935 году окончил военное училище, а в 1940 — командные курсы.
С первых дней войны командовал 35-м понтонным батальоном в составе 9-й армии на Южном фронте.
Будучи с июня 1943 года командиром 5-й понтонно-мостовой бригады, подполковник Номинас Борис Деомидович в сентябре — октябре 1943 года обеспечивал форсирование реки Днепр советскими войсками в районах села Губенское Вольнянского района Запорожской области и села Войсковое Солонянского района Днепропетровской области Украины.

## Награды
- Указом Президиума Верховного Совета СССР от 19 марта 1944 года присвоено звание Героя Советского Союза с вручением ордена Ленина и медали «Золотая Звезда».
- Награждён двумя орденами Красного Знамени, двумя орденами Отечественной войны 1-й степени, орденом Отечественной войны 2-й степени, двумя орденами Красной Звезды и медалями.